# Jakob Nirschl
Jakob Nirschl (* 23. April 1925 in Peißenberg; † 11. Juni 1997 in Tutzing) war ein deutscher Bobfahrer.

## Leben
Jakob Nirschl zog 1950 nach mit seiner Frau und Tochter von Perchting nach Ohlstadt, wo er die Bäckerei seiner Tante fortführen sollte. Sein Cousin Franz Schelle holte ihn als Anschieber in seine Bobmannschaft. Gemeinsam mit Hans Henn und Edmund Koller gewannen sie bei der Weltmeisterschaft 1955 Bronze.  Bei den Olympischen Winterspielen 1956 wurde das Quartett im Viererbob-Wettkampf Achter. 1960 kehrte er nach Perchting zurück und übernahm die Bäckerei seiner Mutter, die er bis 1987 betrieb.